# Spor (sociologie)
Spor je rozhovor nebo jiná forma komunikace, při kterém jednotlivé strany zjistí, že se objevily rozpory, které nedokáží vyřešit ke své vzájemné spokojenosti. Spor je fáze konfliktu, ve které strany konfliktu zjistí, že nejsou schopny záležitost vyřešit samy. Obvykle se v této fázi vzájemné vztahy výrazně zhorší a jednotlivé strany přerušují vzájemnou komunikaci. Vztahy lze zlepšit až poté, co se najde takové řešení, které uspokojuje obě znesvářené strany.

## Možnosti řešení sporu
- facilitace
- mediace
- smíření
- vyjednávání
- prosazení silou
- rozhodnutí autority
- arbitráž
- soudní spor